# Parathesis obtusa
Parathesis obtusa är en viveväxtart som beskrevs av Cyrus Longworth Lundell. Parathesis obtusa ingår i släktet Parathesis och familjen viveväxter. Inga underarter finns listade i Catalogue of Life.